# Commiphora sulcata
Commiphora sulcata är en tvåhjärtbladig växtart som beskrevs av Emilio Chiovenda. Commiphora sulcata ingår i släktet Commiphora och familjen Burseraceae. Inga underarter finns listade i Catalogue of Life.